# Мост на Уолнат-стрит (Чаттануга)
Мост на Уолнат-стрит — мост через реку Теннесси в городе Чаттануга (штат Теннесси, США).

## История
Главным инженером моста был Эдвин Тэчэр. Фермы моста были построены компанией "Смит Бридж" из Толедо, штат Огайо, которая была знаменитой мостостроительной фирмой конца XIX века. Опоры моста были построены Нили, Смитом и "Компанией Чаттануга". Большинство деталей для моста были изготовлены "Manly Jail Works" из Далтона, штат Джорджия, а затем отправлены на место по железной дороге.
Бывший офицер из Анн-Арбора, штат Мичиган, Уильям Эндрю Слейтон (1854—1935) был подрядчиком по поставке камней. Слейтон жил в каменном доме на 533 Бартон-авеню, который в течение многих лет был известен жителям как местонахождение «Маленького художественного магазина». Многие из низких каменных стен в Северной Чаттануге состоят из остатков камней, которые считались слишком маленькими для использования в опорах. По мнению музея в Чаттануге, Слейтон разработал некоторые каменоломни, чтобы облегчить вывоз материалов из карьеров в северо-восточной Алабаме, а Слейтон-стрит и Слейтон-авеню находятся рядом с нынешней публичной библиотекой на Брод-стрит.
«Уездный мост», как когда-то был известен мост Уолнат-стрит, связывал преимущественно белый город на южной стороне реки Теннесси с большой рабочей общиной, населённой преимущественно афроамериканцами на северной стороне («Северный берег») в Хилл-Сити, городе который был присоединён к Чаттануге в 1912 году.
Двое чернокожих мужчин были линчеваны на мосту: Альфред Блаунт 14 февраля 1893 года был повешен на первом пролёте по обвинению за нападение на белую женщину; Эд Джонсон 19 марта 1906 года был повешен на втором пролёте по аналогичному обвинению.
Мост Уолнат-стрит добавлен в Национальный реестр исторических мест 23 февраля 1990 года.

## Реконструкция

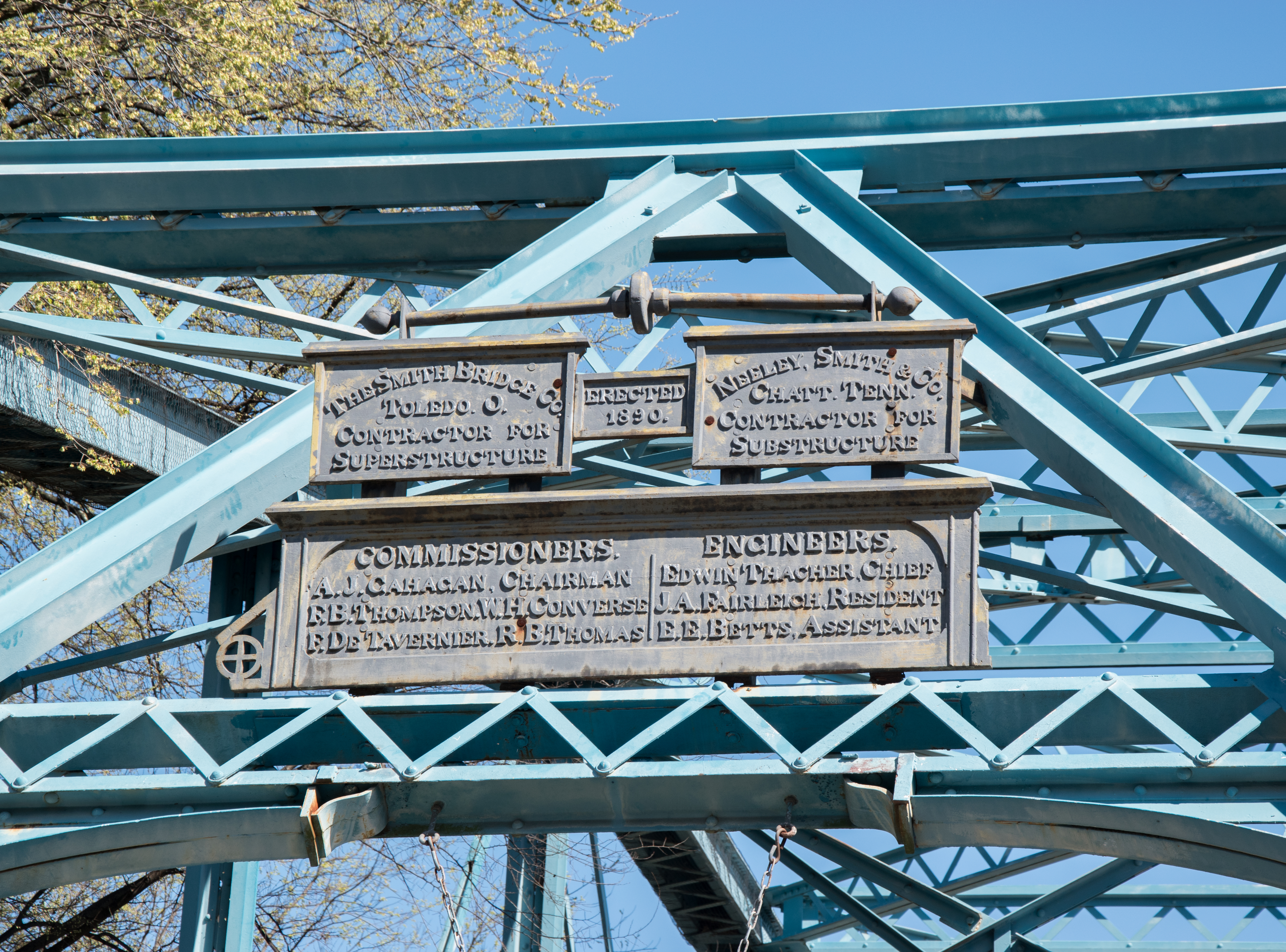
Таблички на мосту

Мост закрыли для автотранспорта в 1978 году и ремонтировали без малого 10 лет. Пешеходный мост длиной 2 376 футов (720 м) расположен недалеко от центра массивного и недавно завершенного проекта городского обновления.
С декабря 2009 года по май 2010 года разрушающаяся асфальтовая поверхность моста была заменена деревянной обшивкой. Городской совет заключил контракт на ремонт моста стоимостью 1,3 миллиона долларов США.
Фонд Моста Уолнат-Стрит был основан общественной организацией "Chattanooga Venture" для получения средств, которые город будет использовать на восстановление моста. Как только реконструкция была закончена, оставшиеся средства были использованы для улучшений моста. Эти средства позволили осуществить замену оригинальных табличек, которые были повреждены или украдены.

## Мероприятия
«Вино над водой» — это дегустация вин, которая проходит на мосту Уолнат-стрит. История мероприятие началась в 1994 году. Более 150 вин со всего мира дегустируются во время мероприятия. Во время фестиваля местные рестораны предлагают различные дегустационные тарелки для покупки. Региональные музыканты и группы играют джаз и классическую блюграсс. Мероприятие не является бесплатным, но билеты из-за популярности распродаются быстро.
Каждое лето в Чаттануге проводится фестиваль Riverbend, на него приезжают кантри-музыканты и рок-группы, которые играют для города. Мост используется для яркого водопада фейерверков, которые падают в реку внизу. Фейерверк устанавливается в середине моста и яхтсменов заставляют держаться на расстоянии в несколько сотен футов от моста.
Мост Уолнат-стрит является частью маршрута марафона «Семь мостов» в Чаттануге. Участники, местные жители так же как туристы, наслаждаются представлениями от моста, который простирается вверх и вниз по реке.
Ironman — всемирно известный триатлон, этапы которого запланированы в течение года по всей планете. Чаттануга принимал Ironman в 2014, 2015 и чемпионат мира Ironman в 2017 году. Спортсмены используют мост Уолнат-стрит во время беговой части гонки.